# John Sillem
John Sillem, voluit Johann Gottlieb Sillem (Amsterdam, 2 juni 1837 - aldaar, 26 september 1896) was een Nederlandse bankier.

## Biografie
Sillem was de oudste zoon van Ernst Sillem (1807-1861) en Henriëtte Hielbig (1810-1876). Zijn eerste voornaam was oorspronkelijk Jean. Deze voornaam liet hij wijzigen in Johann bij machtiging van de Arrondissementsrechtbank te Amsterdam d.d. 21 april 1890. Ondanks het laten wijzigen van zijn voornaam Jean in Johann liet hij zich John noemen. Hij trouwde te Amsterdam op 28 mei 1863 met jkvr. Judith Catharina Henriëtte Hoeufft (1841-1920), dochter van jhr. mr. Henrik Hoeufft, heer van Velsen en Santpoort en Ernestina Lucretia Roukens. Johann Gottlieb en zijn echtgenote waren beiden overtuigde christenen. Uit dit huwelijk kwamen behalve twee doodgeboren zoons en twee jong overleden dochters nog acht kinderen: drie dochters en vijf zonen waaronder Ernst (1864-1919) en Henrik Sillem (1866-1907), Olga Sophie (1844-1876) en Anna Henriëtte Louise Sillem. De echtgenote van Johann Gottlieb - Judith Catharina Sillem-Hoeufft - interesseerde zich vooral voor godsdienstige arbeid, zending en het Leger des Heils. Sillem woonde met zijn gezin in het huis Herengracht 478 te Amsterdam. Daarvóór woonde hij aan de Prinsengracht nr. 420 te Amsterdam.

## Loopbaan
Sillem genoot zijn opleiding bij Baring Brothers & Co te Londen. Daarna werkte hij eerst als procuratiehouder bij Hope & Co te Amsterdam. Later werd hij opgenomen in de leiding van Hope & Co als chef of hoofdfirmant naast Hendrik van Loon en Jan Luden. Ook was hij onder meer commissaris van de Associatie Cassa (de bank die later de KAS BANK zou gaan heten), commissaris van de Hollandsche hypotheekbank en commissaris van de Hollandsche Societeit van Levensverzekeringen. Sillem werd benoemd tot Officier in de Orde van Oranje-Nassau.

## Publieke zaak
Sillem was evenals zijn broer Jérôme Alexander Sillem (1840-1912) betrokken bij de publieke zaak; zo was hij actief bij tal van charitatieve instellingen en het initiëren van goede doelen:
- Oprichter van verschillende Lutherse scholen
- President-ouderling van de Evangelisch-Lutherse gemeente te Amsterdam
- Voorzitter van het Nederlandsche Bijbelgenootschap, van de Maatschappij voor Volkskoffiehuizen en van de Rijnsche Zending.
- Bestuurslid van de 'Vereeniging tot werkverschaffing aan hulpbehoevende blinden'. Deze sociale werkplaats werd in 1865 opgericht als werkplaats ten behoeve van blinden en slechtzienden met als standplaats Amsterdam. De sociale werkplaats bestaat vandaag de dag nog steeds onder de naam 'Stichting Blinden-Penning'. Na het overlijden van Johann Gottlieb Sillem hadden verschillende leden van de familie Sillem zitting in het bestuur van de Stichting Blinden-Penning: zijn zoon Ernst Sillem (1864-1919), zijn kleinzoon Willem Frederik Sillem (1895-1960). Zijn achterkleinzoon Jérome Alexander Sillem (geb. 1932) was vooralsnog het laatste lid van de familie Sillem dat in het bestuur zitting had en wel als penningmeester.
- Lid van het bestuur van de Spaarbank voor de stad Amsterdam
- Lid Commissie van beheer en toezicht Wilhelmina Gasthuis (Amsterdam) (1883-1996)
- Bestuurslid van de Lutherse Diakonessen Inrichting te Amsterdam (van 1886 tot aan zijn overlijden in 1896); allereerst secretaris, vervolgens vicevoorzitter en later voorzitter (1891-1896)
- Bestuurslid Christelijke Vereeniging voor de verpleging van lijders aan vallende ziekte
- Bestuurslid Van Brant-Rus Hofje (1881-1896)

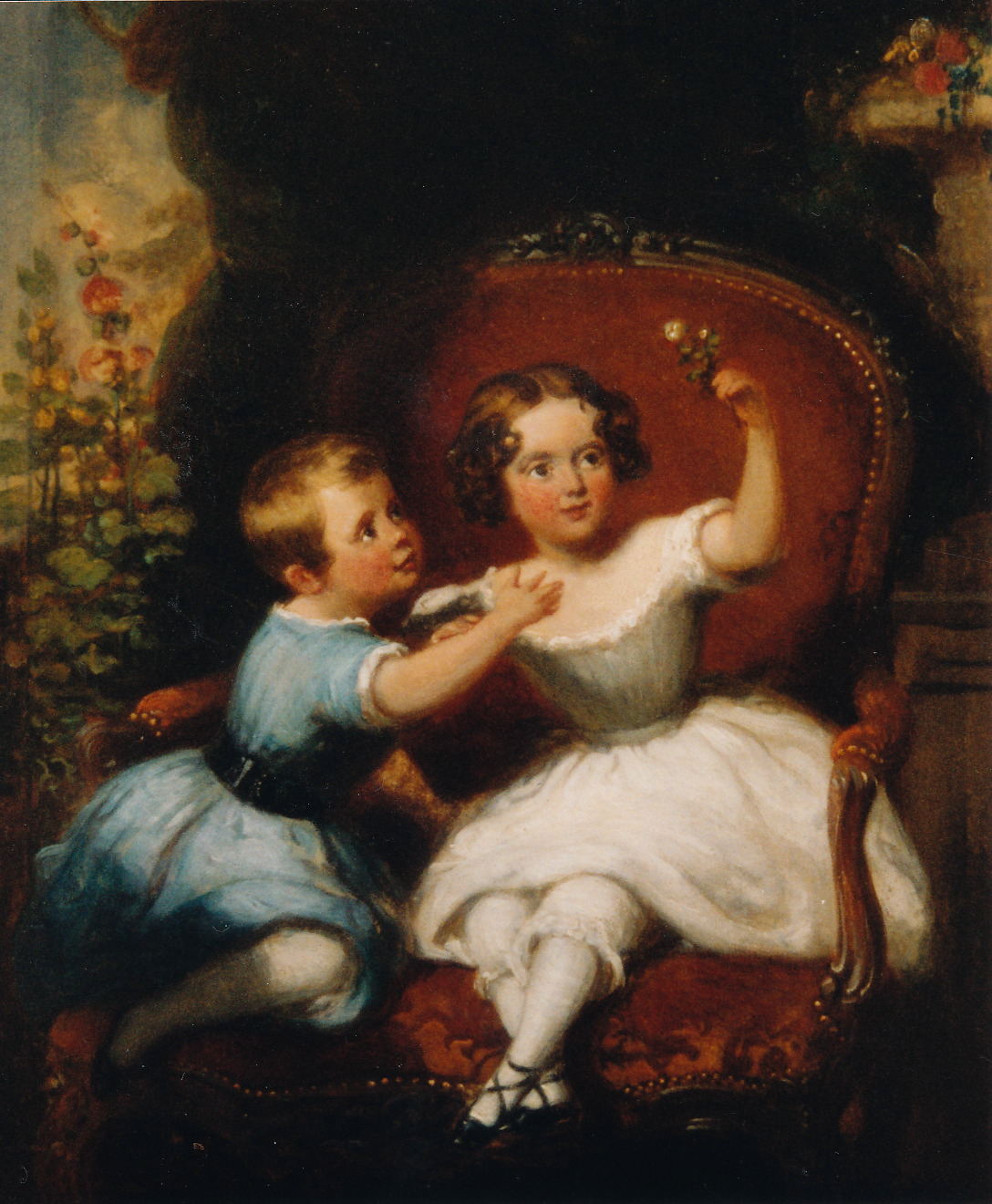
Johann Gottlieb Sillem met zijn zusje Henriette Wilhelmine Sillem, door Jan Willem Pieneman, omstreeks 1841
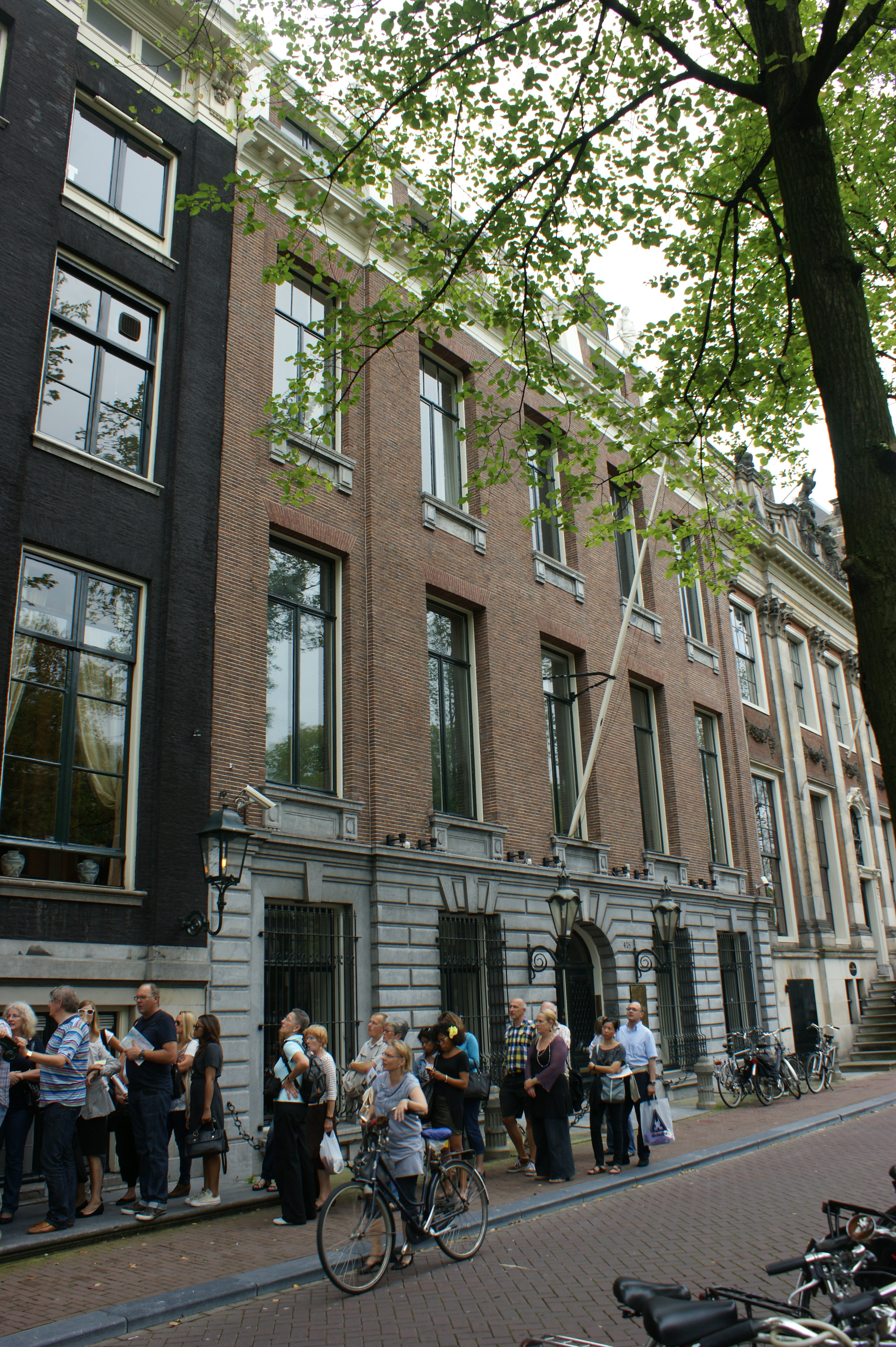
Herengracht 478